# Franco Gadotti
Franco Gadotti (Trento, 9 gennaio 1955 – Pale di San Martino, 20 luglio 1976) è stato un alpinista italiano.

## Biografia
La sua fu una stagione breve ma intensissima, segnata da una tragica, prematura scomparsa.
Scoprì la passione per l'arrampicata verso i 15 anni frequentando il monte Paganella, una delle cime che circondano la città di Trento, palestra di iniziazione all'alpinismo di molti trentini. Quindi fu la volta delle Torri del Brenta (in particolare la via Preuss sul Campanil Basso) e delle torri del Vaiolet. Proprio in Paganella all'età di 16 anni aprì la sua prima via. 
Dopo questi primi, precoci, successi cominciò ad arrampicare con alcuni noti alpinisti locali e ad aprire nuove vie. Nel contempo scoprì l'arrampicata in solitaria, che praticò anche in invernale.
Terminato il liceo scientifico si iscrisse alla facoltà di medicina, riuscendo con molta determinazione ad alternare gli studi e la passione alpinistica. Risale a quel periodo l'iscrizione alla SUSAT, la Sezione Universitaria della Società Alpinisti Tridentini (SAT).
Alle arrampicate in Brenta aggiunse quindi la Valle del Sarca, il Civetta, qualche puntata sul Monte Bianco, la Presanella, il Piz Badile e altro ancora.
Morì all'età di 21 anni in seguito ad un incidente in fase di rientro, dopo aver salito il Campanile Pradidali (Pale di San Martino) lungo la via normale.

## Principali ascensioni
- Pizzo Badile: parete nord-est, via Cassin
- Monte Bianco: pilastro Gervasutti
- Campanile Basso (Brenta): via Preuss in solitaria; spigolo Fox in invernale con R. Nesler e F. Tait; via Graffer allo Spallone
- Cima d'Ambiez (Brenta) via Fox e Stenico con Bepi Hoffer
- Cima di Ambiez (Brenta) via Concordia con Bepi Hoffer
- Cima Ovest di Lavaredo: via Cassin e Ratti con Bepi Hoffer
- Cima Tosa in Brenta: Parete Sud-Ovest via delle Cascate con Bepi Hoffer (via nuova)
- Piccolo Dain: via Loss; Canna d'organo/via Detassis; via nuova a sinistra del gran diedro Maestri
- Monte Casale: via nuova diretta in solitaria; via nuova al gran pilastro di destra
- Monte Brento: via degli Amici (1-4 novembre 1974); via nuova; spigolo Est/via Bettí
- Seconda Torre di Sella: via Messner
- Marmolada: Parete sud, via Vinatzer-Castiglioni
- Civetta: Busazza, via Gilberti-Castiglioni in invernale
- Croz dell'Altissimo: Variante Steger prima invernale con R. Nesler
- Presanella: in invernale Via Detassis con G. Cantaloni, R. Nesler e M. Zandonella
- Monte bianco: Via Major con G. Cantaloni e R. Nesler
- Presanella: parete nord con R. Nesler
- Crozzon di Brenta: prima ripetizione via Andreotti con R. Nesler

## Vie dedicate a Franco Gadotti
- Via ferrata Franco Gadotti: Sasso delle dodici-Sass Aut-Punta Vallaccia (Monzoni)
- Via Franco Gadotti al Pilastro Magro

## Scuola Graffer
La Scuola di alpinismo e scialpinismo Giorgio Graffer ha intitolato all'alpinista trentino uno dei suoi cinque corsi, il "Corso Estivo di Roccia Franco Gadotti", che si tiene oggi anno tra la fine di luglio e l'inizio di agosto.